# Lawrence Brittain
Lawrence Brittain (Pretória, 9 de novembro de 1990) é um remador sul-africano, medalhista olímpico.

## Carreira
Brittain competiu nos Jogos Olímpicos de 2016 na prova do dois sem, onde conquistou a medalha de prata com Shaun Keeling.